# 大阪中央理容美容専門学校
大阪中央理容美容専門学校（おおさかちゅうおうりようびようせんもんがっこう）は、大阪理容組合が運営する大阪市北区にある専修学校。

## 沿革
- 1921年 - 大阪理髪専修学校として開校
- 1995年 - 現校名となる
- 1997年 - 専修学校となる

## 学科
- 理容コース
- 美容コース

## 所在地
- 〒530-0042 大阪市北区天満橋3-4-28

最寄り駅は、JR大阪環状線 桜ノ宮駅または天満駅